# Oliver J. Flanagan
Oliver James Flanagan (22 mai 1920-26 avril 1987) est un homme politique irlandais du Fine Gael qui est ministre de la Défense de 1976 à 1977 et secrétaire parlementaire de 1954 à 1957 et de 1975 à 1976. Il est Teachta Dála (TD) pour la circonscription de Laois-Offaly de 1943 à 1987.

## Biographie
Il est élu au Dáil quatorze fois entre 1943 et 1982, arrivant en tête du scrutin presque à chaque fois. Il est père du Dáil de 1977 jusqu'à sa retraite en 1987, et reste l'un des membres les plus anciens de l'histoire du Dáil.
Flanagan est un conservateur social, qui affirme qu '«il n'y avait pas de sexe en Irlande avant la télévision». Antisémite et anti-maçon, il utilise son premier discours au Dáil, le 9 juillet 1943, pour exhorter le gouvernement à imiter les nazis et à « chasser les Juifs de ce pays… là où sont les abeilles, il y a du miel et là où sont les Juifs, il y a de l'argent... » et appelle à l'interdiction des francs-maçons.
Néanmoins, il a toujours été populaire dans sa propre circonscription, en grande partie grâce à l'attention qu'il accorde aux pétitions et aux préoccupations des électeurs individuels. Il est décrit comme "l'un des enfants les plus mignons de l'histoire du Dáil".
Flanagan est né à Mountmellick, comté de Laois, le 22 mai 1920. Il fait ses études à la Mountmellick Boys National School et à l'University College Dublin. Il travaille ensuite comme menuisier et commissaire-priseur. Il est membre de l'organisation fraternelle catholique des Chevaliers de Saint-Colomban et, en 1978, il est nommé Chevalier de l'Ordre de Saint-Grégoire le Grand par le pape Jean-Paul Ier, décerné à Rome le 20 septembre 1978.

## Député indépendant (1943-1954)
Flanagan exerce ses premières fonctions politiques en 1942, lorsqu'il est élu conseiller du conseil du comté de Laois, poste qu'il occupe pendant près de quarante-cinq ans.
Il est élu pour la première fois au Dáil Éireann en tant que député indépendant pour la circonscription de Laois-Offaly lors des élections générales de 1943 - la troisième plus jeune personne à avoir été élue au Dáil à cette époque. Il se présente aux élections sur la liste du Parti de la réforme monétaire, un parti antisémite et créditiste limité à sa propre circonscription qui propose de réduire la prétendue emprise juive sur le système financier.
Pendant la campagne, Flanagan écrit au Père Denis Fahey : « Juste une ligne pour vous dire que nous poursuivons la campagne électorale au Laois-Offaly contre le système juif-maçonnique qui nous est imposé. Le peuple vient à nous – mais Il est difficile de faire comprendre aux gens à quel point ils sont maîtrisés par les juifs et les francs-maçons, qui contrôlent jusqu’à leur vie. ».
Il est réélu au Dáil aux élections générales de 1944, avec plus de deux fois plus de voix que l'année précédente.
En 1947, il suscite une controverse en accusant de corruption des membres du gouvernement du Fianna Fáil, dont le Taoiseach Éamon de Valera, le ministre de la Justice Gerald Boland et le ministre de l'Industrie et du Commerce Seán Lemass. Un tribunal composé de trois juges enquête sur ses allégations et les jugent fausses. Malgré la conclusion des juges selon laquelle Flanagan a menti au tribunal, son score augmente de 45 % aux élections générales de 1948.

## Député Fine Gael (1952-1987)
Flanagan rejoint le Fine Gael en 1952. Il entre au gouvernement en tant que secrétaire parlementaire du ministre de l'Agriculture de 1954 à 1957,. En 1957, le Fine Gael passe dans l'opposition et Flanagan devient porte-parole des Lands. En 1975, il est nommé secrétaire parlementaire du ministre des Gouvernements locaux.
Lorsque Paddy Donegan change de département à la suite de la controverse de la « honte tonitruante » en 1976, Flanagan lui succède au poste de ministre de la Défense, dans le gouvernement de Liam Cosgrave. Il est ministre pendant six mois, jusqu'à ce que le Fine Gael perde le pouvoir après les élections générales de 1977. Il est représentant à l'Assemblée parlementaire du Conseil de l'Europe de 1977 à 1987. En raison de problèmes de santé, Flanagan ne se représente pas aux élections générales de 1987. Son fils, Charles Flanagan, est élu à son siège. Oliver Flanagan meurt deux mois après les élections.